# Hallingdals prosteri

Prosterier i Tunsbergs stift. Det gröna området på kartan är Hallingdals prosteri.

Hallingdals prosteri (norska: Hallingdal prosti) är ett kontrakt (prosteri, norska: prosti) i Tunsbergs stift inom Norska kyrkan. Kontraktet omfattar kommunerna Flå, Gol, Ål, Hemsedal, Hol och Nesbyen i Buskerud fylke i södra Norge.
Namnet kommer från landskapet Hallingdal, som omfattar samma område som kontraktet.

## Socknar
Hallingdals prosteri består av tio socknar (norska: sokn eller sogn) inom sex kyrkliga samfälligheter (norska: kirkelige fellesråd), motsvarande kommunerna:

### Flå kyrkliga samfällighet
- Flå socken

### Gol og Herads kyrkliga samfällighet
- Gol og Herads socken

### Hemsedals kyrkliga samfällighet
- Hemsedals socken

### Hols kyrkliga samfällighet
- Dagali og Skurdalens socken
- Geilo socken
- Hol og Hovets socken

### Nes kyrkliga samfällighet
- Nes socken

### Åls kyrkliga samfällighet
- Levelds socken
- Torpo socken
- Åls socken